# Walther Dörr
Walther Hugo Dörr (* 17. April 1879 in Idar; † 11. Juni 1964 in Tutzing) war ein oldenburgischer Jurist und Politiker.

## Leben

### Familie
Walther Dörr war der Sohn des Apothekers Hermann Richard Bernhard Dörr und dessen Ehefrau Pauline Wilhelmine geborene Hahn. Dörr heiratete am 22. November 1907 in Idar Emma Paula Bohrer (9. Oktober 1883 – 6. Januar 1952), die Tochter des Bijoutiers Philipp Ernst Bohrer und der Emma geborene Wegner.

### Berufliche Stationen
Er besuchte die Realschule in Oberstein und das Gymnasium in Koblenz. 1898 bis 1902 studierte er Rechtswissenschaften an den Universitäten Bonn, München, Berlin und Marburg. Im September 1903 legte er das erste Staatsexamen ab und war anschließend Referendar in Oberstein, Oldenburg und Birkenfeld, bevor er 1907 das zweite Staatsexamen bestand. Danach arbeitete er als Rechtsanwalt in Idar.

### Politische Karriere
Dörr engagierte sich schon früh im politischen Leben der Stadt Idar und des Fürstentums Birkenfeld, das als Exklave zum Großherzogtum und später zum Freistaates Oldenburg gehörte. Als Anhänger Friedrich Naumanns war er politisch linksliberal eingestellt. Im Kaiserreich gehörte er der Fortschrittlichen Volkspartei, in der Weimarer Republik der Deutschen Demokratischen Partei an.
Kommunalpolitisch war er Mitglied des Gemeinderates von Idar. 1908 bis 1925 gehörte er dem oldenburgischen Landtag an.
Am 14. Juli 1919, zum französischen Nationalfeiertag, wurde in Birkenfeld der amtierende Regierungspräsident abgesetzt und die Birkenfelder Republik proklamiert. Unter massivem Druck der Bevölkerung mussten anschließend Wahlen abgehalten werden, die mit einer vernichtenden Niederlage für die Anhänger der Birkenfelder Republik endeten und damit deren Schicksal besiegelten. Der Landesausschuss (ehemals Provinzialrat) wählte am 7. November 1919 Walther Dörr einstimmig zum neuen Regierungspräsidenten. Die oldenburgische Regierung bestätigte ihn am 14. Februar 1920 rückwirkend in diesem Amt. Auch die Interalliierte Rheinlandkommission stimmte später zu.
Bereits während der Ruhrbesetzung 1923 folgte ein neuer Separationsversuch und die Bildung einer „Rheinischen Republik“, der im Landesteil Birkenfeld im Wesentlichen von Ortsfremden unter dem Schutz der französischen Truppen, die einen verschärften Belagerungszustand ausriefen, getragen wurde. Die bisherigen Regierungsverantwortlichen, einschließlich Dörr wurden am 24. Oktober 1923 des Landes verwiesen. Die kommissarische Leitung des Regierungspräsidiums übernahm der Oberamtsrichter in Nohfelden Karl Nieten. 1924 durfte er zurückkehren und sein Amt wieder übernehmen.
1932 erhielten die Nationalsozialisten die Regierungsmehrheit in Oldenburg und gingen mit einer Gerüchtekampagne gegen den überzeugten Demokraten Dörr vor. Dörr wurde der Unterschlagung und des Hochverrats bezichtigt. Nachdem dies nicht erfolgreich war, wurde er im Oktober 1932 durch die Regierung Carl Röver zwangspensioniert.
Dörr zog daraufhin nach Tutzing und arbeitete dort erneut als Rechtsanwalt.
1947 war er kurze Zeit Vorsitzender des neuen Landesverbandes der Demokratischen Partei Rheinland-Pfalz, hatte jedoch keine Ämter oder Mandate in der Landesverwaltung mehr inne. Enttäuscht und wohl auch verbittert zog er sich wieder nach Tutzing zurück, wo er im Alter von 85 Jahren starb.